# Добростански рид
Добростански рид (или Асеновградска планина) е планински рид в северната периферия на Западните Родопи, издига се непосредствено южно от Асеновград, на територията на Област Пловдив.
Дължината му от север на юг е около 15 км и ширина до 10 км. На североизток чрез добре изразен разсед се спуска стръмно към Горнотракийската низина, а на изток горното течение на река Черкезица (Голяма Сушица, Чинардере) го отделят от рида Сини връх (най-източната част на Переликско-Преспанския дял). Орографски с рида Сини връх се свързва чрез седловина висока 1043 м, южно от село Орешец. На запад дълбоката долина на Чепеларска река го отделя от Белочерковския рид (североизточно разклонение на рида Чернатица), а на юг каньоновидните долини на Юговска река и десният ѝ приток Сушица(Мостовска сушица) – от Радюва планина и рида Кръстова гора (част от Переликско-Преспанския дял).
Билните му части са плоски и заравнени, разположени на 1200 – 1500 м н.в. с изолирани възвишения – връх Стария бунар (1517,2 м). Склоновете му са стръмни с разседен произход, а на юг за ерозирани от дълбоката каньоновидна долина на река Сушица(Мостовска Сушица). Изграден е предимно от силно окарстени мрамори, шисти и серпентинити. В южната му част има обширни карстови полета (Ширината), понори, пещери („Иванова дупка“, „Добростански бисер“, „Дружба“, „Хралупата“, „Топчика“, „Ямата“ и др.), въртопи, кари. Добростанският карстов район се дренира от Четиридесетте извора, бликащи в северното му подножие в района на село Мулдава. Билните му части са покрити с редки иглолистни гори, а склоновете с широколистни гори и храсти.
В рида са изградени и функционират 4 хижи („Момина сълза“, „Безово“, „Ловна хижа“ и „Марциганица“), летовища и други пунктове за отмора, спорт и туризъм. В западното му подножие, на десния бряг на Чепеларска река се намира вторият по големина и посещаемост православен манастир в България – Бачковският, а на североизточния му склон, над село Мулдава – Мулдавският манастир „Св. Петка“.
На най-северния склон на рида се намират няколко от кварталите на Асеновград, а по неговите подножия и във вътрешността му селата: Бачково, Горнослав, Добростан, Мостово, Орешец и Червен.
По североизточното и западното му подножие преминават участъци от 2 пътя от Държавната пътна мрежа:
- По североизточното му подножие, от село Червен до Асеновград, на протежение от 10,2 км – участък от второкласен път № 58 Черноочене – Тополово – Асеновград;
- По западното му подножие, по долината на Чепеларска река, от Асеновград до Юговското ханче, на протежение от 18,6 км – участък от второкласен път № 86 Пловдив – Асеновград – Смолян – ГКПП „Рудозем“.[1]

## Топографска карта
- Лист от карта K-35-74. Мащаб: 1 : 100 000.